# Bader Al Kharafi
Pour les articles homonymes, voir Al-Kharafi.
Bader Al Kharafi, né en 1979, est un homme d'affaires koweïtien. Il est l'un des directeurs du conglomérat familial MA Al Kharafi & Sons Company

## Biographie
Il fait ses études à l'université du Koweït. 
Il est l'un des directeurs du conglomérat familial MA Al Kharafi & Sons Company.
Il rejoint le groupe Zain en décembre 1986 puis, le 10 juin 2010, M. Al-Kharafi est nommé directeur général de Zain Koweït et Chief Technology Officer du groupe en mars 2011. En 2014, il est élu vice-président du groupe Zain, le géant des télécommunications qui opère dans huit pays à travers le Moyen-Orient et l'Afrique du Nord, avec environ 44,3 millions de clients et 4,3 milliards de dollars de chiffre d'affaires.
Al Kharafi fait aussi partie du conseil consultatif Moyen-Orient de la Royal Bank of Scotland Group.
Al Kharafi a pris la barre du groupe MA Al Kharafi & Sons Company en 2012 en tant que directeur du comité exécutif, après la mort de son père, Nasser Al Kharafi. Depuis Il occupe plusieurs postes à haute responsabilité au sein de l'entreprise familiale. Il est également membre du conseil de la Gulf Bank, membre du conseil d'administration de Foulath Holding (Bahrain Steel) et président et directeur général de Gulf Cables & Electrical Industries. 
En avril 2014, la banque privée écossaise Coutts, qui appartient à la Royal Bank of Scotland Group, annonce qu'elle nomme Bader Al Kharafi à son conseil consultatif Moyen-Orient.
Il est également membre du conseil d'administration pour INJAZ, une organisation non gouvernementale qui enseigne aux étudiants l'esprit d'entreprise et leur inculque une éducation financière à un moment où l'Etat du Golfe travaille pour encourager davantage ses ressortissants a se tourner vers le secteur privé.
Il fait partie des 100 arabes de moins de 40 ans les plus influents selon le magazine Arabian Business. Le magazine, principal organe de presse économique et business de la région,  le classe à la deuxième place faisant de lui  la deuxième personnalité arabe de moins de quarante ans la plus puissante à travers le monde arabe.